# Alfred Siegfried
Alfred Siegfried (né à Lucerne le 15 février 1890 et mort à Oetwil am See le 27 mars 1972) est un enseignant suisse.  
Il est le responsable du programme d'hygiène raciale Les Enfants de la grand-route, créé en 1926 par Pro Juventute. En 2025, la Suisse reconnaît que ce programme est constitutif d'un crime contre l'humanité.

## Biographie

### Origines et famille
Alfred Siegfried naît le 15 février 1890 à Lucerne. Il est originaire de Worb, dans le canton de Berne.
Son père, Karl Siegfried, est négociant en quincaillerie ; sa mère est née Emilie Maria Josefa Lehmann. 
Il épouse Maria Anna Ermatinger en 1930.

### Études et parcours professionnel
Alfred Siegfried fréquente l'école normale de Lucerne de 1906 à 1909 et exerce le métier d'instituteur à Lucerne de 1909 à 1913. De 1913 à 1921, il étudie les langues modernes et l'histoire à l'Université de Bâle, où il obtient un doctorat. De 1915 à 1918, il est enseignant dans le secondaire et secrétaire de district de Pro Juventute à Lucerne. En 1918, il devient maître secondaire à Bâle, où il est condamné pour abus sexuel sur une élève en 1924 et exclu de l'enseignement.
De 1924 à 1959, Alfred Siegfried est membre du secrétariat central de Pro Juventute. Il y est responsable de la section consacrée aux enfants en âge scolaire de 1927 à 1957. Il fonde à ce titre l'Œuvre des enfants de la grand-route, qu'il dirige jusqu'en 1958. Cette « organisation de secours » a séparé les parents et les enfants des gens du voyage (Yéniches, Sinté) jusqu'en 1972.
Il est président de la Communauté suisse de travail en faveur des enfants espagnols de 1937 à 1939. En 1940, il fonde avec Rodolfo Olgiati et Fritz Wartenweiler (de) le Cartel suisse de secours aux enfants victimes de la guerre ; il en est le vice-président de 1940 à 1941, période durant laquelle il préside par ailleurs la commission chargée des questions d'hébergement.
Il est membre de la commission de travail de la Croix-Rouge suisse de 1942 à 1949 et en assure la présidence jusqu'en 1945. Il participe à diverses commission d'aide à l'enfance au sein de l'institution au cours de cette période et assure la présidence de certaines d'entre elles. Il est par ailleurs délégué de la Croix-Rouge à Vienne et à Budapest en 1946. 
Alfred Siegfried est l'auteur de nombreux articles sur l'assistance sociale en faveur de l'enfance et de la jeunesse. Il était convaincu que l'assimilation des gens du voyage ne serait possible que par une stricte séparation des enfants de leurs parents : 

« L'individu asocial est toujours en position de faiblesse par rapport à l'ensemble de la population ; d'une manière ou d'une autre, il sera écrasé et sera soit intégré, soit rendu inoffensif. Il est donc très peu dangereux pour la société. Le clan asocial, quant à lui, doit être évalué de manière tout à fait différente [...] 
Celui qui veut lutter avec succès contre le vagabondage doit essayer de briser l'association des gens du voyage, il doit, aussi dur que cela puisse paraître, déchirer la communauté familiale. »

— Alfred Siegfried

### Mort
Il meurt le 27 mars 1972 à  Oetwil am See, dans le canton de Zurich, à l'âge de 82 ans.

## Critiques et crime contre l'humanité
Le programme « Les Enfants de la grand-route », qui consiste à séparer les enfants yéniches et manouches de leurs parents, ce qui s'apparente selon certains à un génocide, est révélé par Hans Caprez (de) dans plusieurs articles du Schweizerischer Beobachter à partir de 1972 et fait l'objet de recherches historiques en dépit de la résistance de Pro Juventute.
Le 21 février 2025, la Suisse reconnaît que les mesures d'enlèvement et de placement autoritaire prises à l'encontre des enfants yéniches et manouches de 1926 à 1973 constituent un crime contre l'humanité mais rejette l'idée qu'il puisse s'agir d'un génocide. La conseillère fédérale à la tête du Département fédéral de l'intérieur, Elisabeth Baume-Schneider, déclare que ces faits sont « une page très sombre » de l'histoire de la Suisse et qu'il faut entendre « par crimes contre l'humanité une attaque généralisée ou systématique lancée contre toute population civile ».